# Siren Song of the Counter Culture
Siren Song of the Counter Culture ist das dritte Studioalbum der US-amerikanischen Punk-Band Rise Against. Weiterhin war es das erste Album der Band bei einem Major-Label. Das Album wurde im Vereinigten Königreich am 9. August 2004, in den USA am 10. August 2004 und in Deutschland am 17. August 2004 veröffentlicht.
Das Album erreichte Platz 136 der Billboard-Charts (USA) sowie Platz 1 der Heatseekers Albums.

## Entstehung
Das Album wurde 2004 in den zwei kanadischen Studios The Warehouse Studio in Vancouver und Plumper Mountain Sound in Gibsons aufgenommen. Beide Studios liegen in der kanadischen Provinz British Columbia.

## Musik
Da Siren Song of the Counter Culture das erste Album der Band bei einem Major-Label war, unterscheidet es sich in Sachen Produktion deutlich von den Vorgängeralben der Band, da es deutlich aufwendiger gestaltet wurde als noch Revolutions per Minute. Das Genre des Albums lässt sich mit Hardcore Punk, Progressive Rock sowie Melodic Hardcore beschreiben.

## Titelliste
1. State of the Union – 2:19
2. The First Drop – 2:39
3. Life Less Frightening – 3:44
4. Paper Wings – 3:44
5. Blood to Bleed –  3:48
6. To Them these Streets Belong – 2:49
7. Tip the Scales – 3:49
8. Anywhere But Here – 3:38
9. Give it All – 2:51
10. Dancing for Rain – 4:01
11. Swing Life Away – 3:20
12. Rumors of My Demise Have Been Greatly Exaggerated – 4:15

Bonus-Track in Nordamerika
1. Obstructed View – 2:03 (Cover von Nervous Breakdown von Black Flag)

Bonus-Track in Japan und Deutschland
1. Fix Me – 0:54 (Cover von Fix Me von Black Flag)

## Kritik
Die Kritiken zu Siren Song Of The Counter Culture fielen gemischt aus, vereinzelt wurde das Album jedoch mit Höchstnoten gelobt. So gab Michael Roberts von sputnikmusic.com dem Album 4.5 von 5 Punkten.

„They still possess both the power and the force they previously held and end up taking it all to new heights. Siren Song of the Counter Culture shows that Rise Against are the heart of the 21st century punk scene and are absolutely on fire.“

„Sie [Rise Against] besitzen sowohl die Power als auch die Kraft, die sie vorher hatten und bringen diese sogar zu einem neuen Höhepunkt. Siren Song Of The Counter Culture zeigt, dass Rise Against das Herz der Punk-Szene des 21. Jahrhunderts sind und dass dieses Herz total entflammt ist.“

## Trivia
- Das Spiel Burnout 3: Takedown enthält den Song Paper Wings.
- Im Spiel Need for Speed: Underground 2 und FlatOut 2 ist der Song Give It All in der Soundtrackliste zu finden.
- Im Spiel Tony Hawks American Wasteland ist der Song Fix Me In der Tracklist vorhanden.